# Amenemés V
Sequencaré Amenemate V ou Amenemés V foi um faraó egípcio da XIII dinastia durante o Segundo Período Intermediário. Seu governo durou de 1 796 até 1 793 a.C.. De acordo com os egiptólogos Kim Ryholt e Darrell Baker, Amenemés foi o quarto rei da dinastia, tendo governado no mesmo período.

## Identidade
A identidade de Amenemés V é muitas vezes debatida entre um pequeno grupo de estudiosos devido à possibilidade dele ser, na verdade, Sequencaré Amenemate Sombefe, o segundo faraó da dinastia. Amenemés é citado na coluna 7, linha 7 do Papiro de Turim, ou na Lista de reis de Turim, que menciona faraós que reinaram no Antigo Egito. O documento atribui à Amenemés um reinado de 3 ou 4 anos, mas há evidências que a passagem possa se referir na verdade à Sombefe.
Outra dificuldade para se comprovar a identidade de Amenemés é que ele é citado em apenas um artefato contemporâneo a ele, uma estátua de Elefantina inscrita com a seguinte dedicatória:
“O deus bom, senhor das duas terras, senhor das cerimônias, rei do Alto e Baixo Egito, filho de Rá Amenemés, amado do templo de Satete, senhora de Elefantina, que ele viva para sempre”
Nada se sabe de relevante acerca do rei considerado como o fundador da dinastia, e nem todos concordam que ele seja o primeiro. Seu nome seria Cutauiré Ugafe.